# Aimee Garcia
Aimee Garcia (Chicago, 28 november 1978) is een Amerikaans actrice. Ze werd in 2012 samen met de gehele cast van de misdaadserie Dexter genomineerd voor een Screen Actors Guild Award. Garcia maakte in 1996 haar film- en acteerdebuut als Pam in de dramafilm The Homecoming. Naast filmrollen speelde ze wederkerende personages in meer dan honderd afleveringen van verschillende televisieseries, waarvan die als Jamie Batista in Dexter de omvangrijkste is.
Garcia had ook eenmalige gastrollen in afleveringen van meer dan vijftien andere series, waaronder ER (1999), Angel (2002), Las Vegas (2004), CSI: NY (2005), CSI: Crime Scene Investigation (2007), Supernatural (2008), CSI: Miami (2008), Gary Unmarried (2009), Bones (2009) en Hawaii Five-0 (2011).

## Filmografie
*Exclusief televisiefilms, tenzij vermeld
| - Christmas with you Netflix original (2022) - Go for It! (2011) - Convincing Clooney (2011) - B-Girl (2009) - Shrink (2009) - Major Movie Star (2008) - Universal Signs (2008) - 7eventy 5ive (2007) - D-War (2007) - Graduation (2007) - Mercy Street (2006) - The Alibi (2006) | - Dirty (2005) - Cruel World (2005) - A Lot Like Love (2005) - Spanglish (2004) - Boricua (2004) - D.E.B.S. (2004) - Boys Life 4: Four Play (2003) - Cadet Kelly (2002, televisiefilm) - The Good Girl (2002) - Betaville (2001) - The Homecoming (1996) |

## Televisieseries
*Exclusief eenmalige gastrollen
- M.O.D.O.K. - Jodie Tarleton (2021 - heden)
- Lucifer - Ella Lopez (2016 - 2021, 80 afleveringen)
- Dexter - Jamie Batista (2011-2013, 34 afleveringen)
- Vegas - Yvonne Sanchez (2012-2013, veertien afleveringen)
- Motorcity - Tennie (2012-2013, drie afleveringen)
- Off the Map - Alma (2011, vijf afleveringen)
- Trauma - Marisa Benez (2009-2010, twintig afleveringen)
- George Lopez - Veronica Palmero (2006-2007, twintig afleveringen)
- All About the Andersons - Lydia Serrano (2003-2004, zestien afleveringen)
- Greetings from Tucson - Maria Tiant (2002-2003, 22 afleveringen)
- American Family - jonge Nina (2002, vijf afleveringen)
- Angel - (2002, seizoen 3, aflevering 11, "happy birthday")

- Bibliothèque nationale de France: cb16256072p (data)
- International Standard Name Identifier: 0000 0003 6602 872X
- Library of Congress Control Number: no2011157650
- MusicBrainz: 69c6201c-733b-4bf8-81d0-eb2f2b055cff
- Virtual International Authority File: 230366159
- WorldCat: E39PBJrCcRHRpRqRGmCM4FJhpP